# André Grillon
Pour les articles homonymes, voir Grillon.
André Grillon, né le 1er novembre 1921 dans le 14e arrondissement de Paris et mort le 20 juin 2003 à Amiens, est un footballeur international français évoluant au poste de Défenseur du milieu des années 1940 à celui des années 1960. Il se reconvertit ensuite comme entraîneur.
Après avoir fait ses premiers pas de footballeur en Île-de-France, André Grillon intègre l'US du Mans en 1942 et son passage dans le championnat professionnel. Vient rapidement le championnat fédéral pendant la Seconde Guerre mondiale où il évolue pour Bordeaux-Guyenne avant un retour au Mans en 1944-1945. Déjà en contact, il s'engage avec l'équipe parisienne du Stade français qui intègre la D2 1945-1946. Champion dès la première année, Grillon et son équipe se maintiennent trois saisons dans l'élite. Le défenseur rejoint alors le Racing Paris avec lequel il perd en finale de la Coupe de France dès son arrivée. Après une deuxième année où il joue moins, Grillon rejoint l'Olympique lyonnais, récemment fondé en promu en D1 1951-1952. Mais l'équipe ne se maintient pas et André Grillon retourne au Stade français, champion de D2 en titre et remonté en D1. Le club ne reste que deux ans en Division 1, puisqu'en 1954 il est relégué après avoir perdu les barrages contre le Racing. Le défenseur reste au club l'exercice suivant en D2 puis met fin à sa carrière de haut niveau.
Entre 1946 et 1951, André Grillon est sélectionné à quinze reprises en équipe de France avec laquelle il ne dispute que des rencontres amicales.
André Grillon répond favorablement à la proposition du SM Caen de devenir son entraîneur-joueur en CFA. Après deux quatrièmes places, la septième position au terme de la saison 1957-1958 met fin à leur relation. Grillon retourne alors à l'US du Mans au niveau régional, encore entraîneur-joueur. Après trois années, l'USM monte en CFA et s'y maintient autant d'années avant d'être reléguée en 1963-1964 et voir Grillon quitter le club.
Il se concentre ensuite uniquement au rôle d'entraîneur et rejoint le FC Annecy. Il y joue le haut de tableau de la poule Sud-Est de CFA derrière l'intouchable GFC Ajaccio. Il dirige aussi l'équipe de France amateure lors des Jeux méditerranéens en 1967 remportés et des Jeux olympiques en 1968 à Mexico. Cette même année, Grillon prend la tête de l'Amiens SC et y bat le record de longévité d'un entraîneur. Il reste neuf saisons en poste, permettant au club d'intégrer la nouvelle Division 2 et de s'y jouer ses six premières saisons. En 1977, l'entraîneur rejoint l'Amicale de Lucé en D2 et quitte le club au terme de la troisième saison et une relégation.

## Biographie

### Débuts pendant la Seconde guerre
André Grillon commence le football à l'adolescence à l'USA Clichy puis, pendant la Seconde Guerre mondiale et l'occupation allemande de la France, avec le club amateur du FC Levallois.
Pour la saison 1942-1943, l'Union sportive du Mans rejoint les rangs professionnels et est engagé dans le Championnat D1 de la zone occupée. Grillon passe un essai avec son ami Ernest Vaast devant l'entraîneur Camille Cottin et est retenu dans l'effectif. Lors de cette première année, le club finit onzième sur seize. La saison suivante, les clubs de football sont dépossédés de leurs sections professionnels par le régime de Vichy. Les joueurs sont affectés dans des équipes fédérales de région.
Ceux du Mans intègrent l'équipe fédérale Rennes-Bretagne mais André Grillon, se disant pompier, rejoint l'équipe fédérale Bordeaux-Guyenne. Cette formation finit cinquième sur seize en Championnat fédéral 1943-1944. En Coupe de France, Bordeaux-Guyenne est éliminé en demi-finale contre l'Équipe fédérale Nancy-Lorraine (2-1). Cette formation est dissoute à la Libération.
Pour la saison 1944-1945, André Grillon est absent lors de la reprise du championnat de France commence le 5 novembre 1944. Il joue auparavant deux rencontres avec le Stade français, alors qu'il est toujours membre de l'US du Mans. Il revient finalement de Paris et se fait même remarquer une première fois par Gaston Barreau, le sélectionneur de l'équipe de France. Le 20 mai, au stade Léon-Bollée, l’USM joue le derby face au Stade rennais UC et l'emporte 7-3 avec un doublé de Grillon. Le Mans termine le championnat à la dixième place (sur douze) du groupe Nord.

### Joueur professionnel
Pour la saison 1945-1946, André Grillon intègre le Stade français, qui doit passer la première saison d'après-guerre en deuxième division. L'entraîneur Helenio Herrera forme une équipe à la fois défensive et ludique autour de joueurs comme Larbi Ben Barek et Marcel Domingo, dans laquelle l'arrière droit Grillon a une tâche importante à accomplir. Il acquiert rapidement la réputation de joueur « robuste et déterminé, dur mais jamais malveillant ». Durant cette année en D2, Grillon devient tout de même international français. Au Stade français, il contribue à la structure du jeu, car ses long ballon depuis sa défense "n'étaient pas des dégagements, mais des ouvertures régulièrement précises de contre-attaques pour sa propre équipe". Mais, malgré des recrues notables jusqu'en 1948 - dont ses collèges en équipe de France Louis Hon et Alfred Aston mais aussi Joseph Ujlaki, István Nyers et André Simonyi - l'équipe ne remporte pas de titre de champion,n'obtenant que la cinquième place en 1947 et 1948. En Coupe de France, le onze parisien est éliminé quatre fois de suite en quart ou en demi-finale.
En 1949, il change de club francilien et rejoint le Racing Club de Paris. Si l'équipe déçoit en championnat 1949-1950 (septième, à quinze points des Girondins de Bordeaux), elle s'avance en tenant du titre confiant en coupe de France et se qualifie jusqu'en finale. Le Racing y est considéré comme favori contre le Stade de Reims. Mais après trois poteaux et deux buts refusés, pour hors-jeu et une charge discutée, l'équipe de Paul Baron encaisse deux buts en fin de match (0-2). Le Racing frôle la relégation en deuxième division en 1951 (treizième, à deux points du premier relégable Sète) et Grillon quitte le club. Durant ces deux années, il n'est plus appelé en équipe de France.
Pour la saison 1951-1952, Grillon est recruté par le jeune Olympique lyonnais pour sa deuxième saison d'existence, après le titre de D2 l'année précédente. En tant que promu, l'OL ne parvient pas à se maintenir et termine avant-dernier du championnat. Grillon connaît tout de même ses trois dernières sélections en équipe de France en début de saison.
Il fait alors son retour au Stade français, champion de D2 en titre et remonté en D1. Le club ne reste que deux ans en Division 1, puisqu'en 1954, il est relégué après avoir perdu les barrages contre le voisin du Racing, malgré la présence dans ses rangs de Dominique Colonna et Kees Rijvers. Lors de cette saison 1953-1954, il connaît une première expérience sur le banc entre décembre et février. Il reste au club l'exercice suivant en D2 puis met fin à sa carrière de haut niveau après 157 matchs de première division et six buts.

### En équipe nationale
À la suite de sa reprise après la Seconde Guerre mondiale, André Grillon se fait remarquer par le sélectionneur national, Gaston Barreau. Ce dernier le retient parmi les seize meilleurs joueurs français pour le premier match international d’après-guerre, France-Belgique disputé le 24 décembre 1944 au Parc des Princes, parmi les cinq suppléants. Le jour du match, l’ancien levalloisien doit se contenter du banc de touche.
Après avoir rejoint le Stade français, André Grillon connaît sa première sélection en équipe de France le 7 avril 1946 lors de la réception de la Tchécoslovaquie en match amical. Au stade olympique de Colombes devant plus de 52 000 spectateurs, Grillon est titularisé au sein de la défense à trois du W-M français (3-0). Une semaine plus tard, le défenseur joue son second match en bleu au Portugal (défaite 2-1).
Un mois plus tard, en mai 1946, Grillon participe à deux nouvelles rencontres amicales à Colombes face à l'Autriche et à l’Angleterre pour autant de victoires (respectivement 3-1 et 2-1). Dans cette dernière, Grillon est mis en évidence comme faisant partie de l'axe de l’équipe que les assaillants anglais, dont Stanley Matthews, ont pilonné sans pitié.
Fin mars 1947, le défenseur connaît sa cinquième sélection pour une revanche au stade olympique face aux Portugais (1-0). Lors de ce match, Grillon est utilisé comme défenseur de gauche pour faire de la place à droite à Joseph Jadrejak, avant que l'arrivée de Roger Marche ne le fasse revenir à droite. En juin, Grillon participe à deux oppositions amicales contre la Belgique (4-2) et en Suisse (victoire 1-2). Dans le WM élastique de la France, Grillon évolue comme arrière central. En novembre de la même année, pour sa huitième sélection, il affronte une troisième fois le Portugal pour une deuxième victoire (2-4).
En 1948, André Grillon ne joue qu'une rencontre internationale lors de la réception de l'Italie début avril, pour la première rencontre avec des maillots numérotés (défaite 1-3).
Entre fin mai et fin juin 1949, Grillon dispute trois matchs à Colombes en moins d'un mois, toujours amicaux. Il débute par connaître sa troisième défaite en bleu contre l'Angleterre (1-3) puis se refait face à la Suisse (4-2) où il évolue comme arrière latéral. Enfin face à l'Espagne, toujours latéral dans un 4-2-4 français, Grillon connaît sa plus lourde défaite en équipe de France (1-5).
Parti au Racing Paris, il doit alors attendre deux ans et son arrivée à l'Olympique lyonnais avant d'être rappelé en bleu par le sélectionneur Gaston Barreau. Celui-ci lui préfère Guy Huguet ou André Frey pour le côté droit de la défense. En octobre 1951, Pierre Pibarot remplace Paul Baron comme tacticien de l'équipe de France A et fait de Grillon, alors le second joueur le plus capé de l'équipe avec treize capes, son latéral à Highbury en Angleterre (2-2). André enchaîne en Suisse mi-octobre pour une victoire (1-2). Le 1er novembre 1951, jour de ses trente ans, André Grillon vit la dernière de ses quinze sélections internationales face à l'Autriche (2-2).

### Entraîneur-joueur

#### Débuts à Caen
Après un premier passage sur un banc entre décembre 1953 et février 1954 au Stade français, l’ancien défenseur international commence son apprentissage comme entraîneur en 1955, au Stade Malherbe de Caen en CFA, où il succède à Eugène Proust. Grillon continue de diriger la manœuvre sur le terrain en tant qu'entraineur-joueur et se place au milieu de terrain.
Lors de la Coupe de France 1955-1956, l'équipe atteint les huitièmes de finale après avoir éliminé le Racing Paris (D1, 3-2), puis l'Olympique d'Alès (D2, 1-0). Ils ne sont défaits qu'en huitième de finale par le RC Lens, après prolongation (1-4). Grillon se fait jouer les trois matches et est salué notamment après la victoire contre Paris dans la presse sportive nationale pour l'attitude tactique de l'équipe et sa propre organisation de défense. Contre Alès, il marque le seul but de la rencontre de la tête. En championnat, le club évolue dans le groupe Ouest du CFA et termine à la quatrième place.
L'année suivante, en 16e de finale, les Caennais poussent l'AS Monaco à jouer un match d'appui, après avoir tenu en échec une première fois le club monégasque (1-1 puis 1-3). L'équipe termine aussi à la quatrième place du groupe Ouest du CFA.
Lors de la Coupe de France 1957-1958, l’équipe de Grillon contraint le FC Nantes (D2) à disputer cinq rencontres pour se départager : les trois premières se soldent par des matchs nuls 0-0, malgré les prolongations, le quatrième match est interrompu par la pluie, avant que le cinquième ne voit les Nantais l'emporter 1-0. Les deux équipes s'affrontent près de huit heures au total. En championnat, le club finit septième du groupe Ouest de CFA.

#### Six saisons au Mans
Pour la saison suivante, André Grillon rejoint l'US du Mans où il passe six années. À cette époque, la mode est au 4-2-4 brésilien. Après quelques essais infructueux par André Grillon, l’USM continue de jouer en WM avec lui même au centre de la défense. En Division d'honneur de la Ligue de l'Ouest, celui que ses joueurs appellent « Monsieur Grillon » améliore l'efficacité défensive de l'équipe la première saison. Les résultats des matchs sont plus serrés mais la saison est globalement meilleure avec la quatrième place finale en DH. En Coupe de France, l'USM passe cinq tours, durant lesquels Grillon marque trois buts et perd en 32e de finale contre Toulouse (D1).
En 1959-1960, les Manceaux luttent avec l'équipe réserve du Stade rennais. Les deux équipes finissent premières ex-æquo avec le même nombre de points et la même différence de buts. À la différence particulière, les Bretons accèdent en CFA. En Coupe de France, l'USM est sortie par l'AAJ Blois dès son entrée en lice au second tour.
Libérée de la présence bretonne, l’équipe mancelle domine haut la main le championnat de Division d’Honneur 1960-1961 et accède en CFA. En Coupe de France, après avoir éliminé quatre équipes, l’USM tombe chez l’AS Cherbourg (CFA, 1-0).
Après des débuts difficiles pour sa première année en CFA, avec 26 points, l’USM se classe sixième du groupe Ouest. En Coupe nationale, après avoir éliminé, le SO Maine (4-0) puis le Drapeau de Fougères (7-0), l'USM élimine les professionnels de D2 du CA Paris (1-0). Devant 4 910 spectateurs à Tours, l’USM
est éliminée en 32e de finale le 7 janvier 1962 par l’AS Saint-Étienne (3-1), futur vainqueur de la compétition et dont ce but est le seul encaissé de tout son parcours.
La saison 1962-1963 est plus compliquée avec plusieurs blessures dont Grillon, victime d'une élongation. L’USM se classe 7e, ex-æquo avec Saint-Germain en CFA. Lors du quatrième tour de la Coupe de France, le voisin du Stade lavallois élimine l’USM (4-2). Le score est inversé en finale de la Coupe de l'Ouest entre les deux équipes et l'USM remporte la compétition régionale.
En 1963-1964, l’USM n’enregistre la première victoire qu'après quatre journées. Dès le mois de novembre, André Grillon dit « ne plus savoir à quel saint se vouer ! ». Fin février 1964, la descente en Division d’honneur devient une certitude et André Grillon prend sa retraite des terrains. En fin de saison, l’USM termine onzième de CFA et retourne au niveau régional. Grillon quitte son poste.

### Carrière d'entraîneur

#### FC Annecy
Pour la saison 1964-1965, André Grillon rejoint le FC Annecy où il succède à Stanislas Golinski à la tête de l'équipe première qui reste sur trois troisièmes places en CFA.
Lors de ses deux premiers exercices, Grillon et son équipe font presque aussi bien avec deux quatrième places. En 1964-1965, Annecy termine cinq points du GFC Ajaccio, premier de la poule Sud-Est qualifiant pour la phase finale qu'il remporte. La deuxième année, les champions de France amateurs ajacciens relègue le FCA à onze points et conserve son titre.
En 1966-1967, Ajaccio domine encore la poule Sud-Est, dix points devant Annecy qui remonte sur la troisième place. La saison 1967-1968 voit l'équipe terminer à la sixième place, à seize points du premier ajaccien mais à seulement quatre unités de la seconde place. André Grillon n'est ensuite plus entraîneur d'Annecy.

#### Sélectionneur de la France amateur
En plus de ses engagements avec le FC Annecy puis l'Amiens SC, André Grillon est sélectionneur-entraîneur de l'équipe de France amateur, qu'il entraîne aux Jeux méditerranéens de 1967 où il remporte la victoire avec l'Italie à la suite de leur 0-0 en finale.
L'année suivante, les Bleus sont qualifiés pour le tournoi olympique de football au Mexique. Sa sélection passe le tour préliminaire en tant que vainqueur de groupe devant l'équipe hôte. Elle échoue ensuite en quarts de finale face au futur médaillé de bronze, le Japon. Dans une période où l'équipe de France A traverse une décennie pauvre en résultats, cette performance est bien reçue par le public intéressé par le football.
Grillon reste responsable de la sélection amateure jusqu'en 1972 et l'échec dans la qualification pour les JO de Munich face aux amateurs de l'Union soviétique.

#### Neuf ans à Amiens
En 1968, André Grillon rejoint l'Amiens SC en CFA. Le club a connu trois podium les quatre dernières années, mais l'entraîneur récupère une équipe arrivée septième de la poule Nord en 1967-1968. Grillon ne fait pas même moins bien la première saison avec une huitième place.
En 1970, la Fédération française de football casse la barrière existant entre les footballs professionnel et amateur. Le CFA est remplacé par une Division 3 et un système de promotion et de relégation est mis en place avec le National pour créer la Division 2. Le SC Amiens fait partie des clubs retenus, grâce notamment à son passé prestigieux, alors que le club vient de finir à la septième place de son groupe de CFA.
L'entraîneur André Grillon réussit à maintenir le club en milieu de tableau de Division 2, à l'exception d'un court passage en Division 3 lors de la saison 1973-1974. À cette occasion, l'équipe finit à la première place de son groupe pour ne s'incliner ensuite qu'en finale de la compétition face à la réserve du FC Nantes après deux défaites quatre buts à un et quatre buts à deux.
Trois ans plus tard, à la suite d'une nouvelle relégation en D3 après deux belles saison en D2 (huitième puis cinquième), Guillon n'est plus entraîneur de l'Amiens SC. Son ex-attaquant Robert Buchot lui succède à la tête de l'équipe. Les neuf saisons de Guillon passées sur le banc amiénois constituent toujours un record en 2017.

#### Fin en D2 avec Lucé
En 1977, André Grillon prend les rênes de l'équipe de Amicale de Lucé, quatrième de D2 la saison précédente en tant que promu, où il retrouve Bernard Gouëffic appelé pour les JO 1968.
La première saison, Lucé affronte le FC Nantes en Coupe de France. Après sa courte défaite (2-1) à l'aller, Lucé accueille le troisième de D1 dans un stade Jean-Boudrie à guichets fermés. Près de 10 000 spectateurs viennent voir le futur vice-champion de France s'imposer (1-3). En championnat, l'Amicale doit attendre son cinquième match pour marquer son premier but et une victoire contre le Quimper Cornouaille FC (1-0). Entre-temps les Verts connaissent trois matchs nuls 0-0 et une défaite 5-0 à Lille. Jamais les Lucéens ne marquent plus de deux buts dans un même journée. Ils terminent l'exercice avec la seizième attaque du groupe B (26 buts en 34 matchs), derrière le SM Caen, dernier au classement général. Malgré tout, après avoir fini l'année sur six matchs sans défaite, le club eurélien finit à la huitième place en concédant moins de défaites et de buts que la saison précédente.
En 1978-1979, l'Amicale doit attendre la quatrième journée et la réception d'Angoulême pour connaître son premier succès (3-0). Le mois d'octobre est décevant avec quatre défaites en autant de matchs dont un lourd 4-0 encaissé chez le futur vainqueur de la poule, le Stade brestois 29. Celui de novembre est meilleur avec un nul et quatre victoires. La fin du championnat est, quant à elle, plus laborieuse mais l'Amicale signe un nouveau bail en deuxième division avec une onzième place finale.
À l'intersaison, l'équipe voit partir son gardien Patrick Bernhard. La saison 1979-1980 commence par une défaite à Rouen (3-1). Il s'ensuit trois matchs nuls 1-1 avant sept défaites en huit matchs. Les Verts subissent notamment un 4-0 à Reims, suivi d'un 5-1 à Chaumont et un 7-1 à Nœux-les-Mines un mois plus tard.  La première victoire survient lors de la neuvième journée contre Le Havre (1-0). Ce succès n'empêche pas la position de relégable des mois durant. Sur les treize dernières journées, l'ALF connaît neuf défaites. Malgré tout, à trois journées de la fin, les Lucéens peuvent encore se maintenir. Mais la victoire sur le voisin d'Orléans (1-0) avant les défaites contre Tours (1-3), qui joue la montée, et Rouen (0-4) ne changent rien. L'Amicale termine premier relégable avec dix-neuf revers en 34 journées et deux fois plus de buts encaissés que marqués (30 pour 62). Le club redescend en troisième division et André Grillon quitte son poste d'entraîneur.

## Statistiques

### Par saison de joueur
| Saison                | Club                    | Championnat           | Championnat | Championnat | Coupe(s) nationale(s) | Coupe(s) nationale(s) | France | France | Total | Total |
| Saison                | Club                    | Division              | M.          | B.          | M.                    | B.                    | M.     | B.     | M.    | B.    |
| 1942-1943             | US Le Mans              | D1                    | -           | -           | 3                     | -                     | -      | -      | 3     | 0     |
| 1943-1944             | Bordeaux-Guyenne        | D1                    | -           | -           | 5                     | -                     | -      | -      | 5     | 0     |
| 1944-1945             | US Le Mans              | D1                    | -           | 2           | -                     | -                     | 0      | -      | 0     | 2     |
| Sous-total            | Sous-total              | Sous-total            | -           | 2           | 3                     | 0                     | 0      | 0      | 3     | 2     |
| 1945-1946             | Stade français          | D2                    | 25          | 1           | 7                     | -                     | 4      | -      | 36    | 1     |
| 1946-1947             | Stade français          | D1                    | 37          | 1           | 4                     | -                     | 3      | -      | 44    | 1     |
| 1947-1948             | Stade français          | D1                    | 31          | -           | 5                     | -                     | 2      | -      | 38    | 0     |
| 1948-1949             | Stade français-Red Star | D1                    | 32          | 1           | 6                     | -                     | 3      | -      | 41    | 1     |
| Sous-total            | Sous-total              | Sous-total            | 125         | 3           | 22                    | 0                     | 12     | 0      | 159   | 3     |
| 1949-1950             | Racing Paris            | D1                    | 26          | 1           | 5                     | -                     | -      | -      | 31    | 1     |
| 1950-1951             | Racing Paris            | D1                    | 14          | -           | 4                     | -                     | -      | -      | 18    | 0     |
| Sous-total            | Sous-total              | Sous-total            | 40          | 1           | 9                     | 0                     | 0      | 0      | 49    | 1     |
| 1951-1952             | Olympique lyonnais      | D1                    | 29          | 2           | 3                     | -                     | 3      | -      | 35    | 2     |
| 1952-1953             | Stade français          | D1                    | 25          | -           | 6                     | -                     | -      | -      | 31    | 0     |
| 1953-1954             | Stade français          | D1                    | 31+2        | 1+0         | 3                     | -                     | -      | -      | 36    | 1     |
| 1954-1955             | Stade français          | D2                    | -           | -           | -                     | -                     | -      | -      | 0     | 0     |
| Sous-total            | Sous-total              | Sous-total            | 56          | 1           | 9                     | 0                     | 0      | 0      | 65    | 1     |
| 1955-1956             | SM Caen                 | CFA                   | -           | -           | 3                     | 1                     | -      | -      | 3     | 1     |
| 1956-1957             | SM Caen                 | CFA                   | -           | -           | 2                     | -                     | -      | -      | 2     | 0     |
| 1957-1958             | SM Caen                 | CFA                   | -           | -           | -                     | -                     | -      | -      | 0     | 0     |
| Sous-total            | Sous-total              | Sous-total            | -           | -           | 5                     | 1                     | 0      | 0      | 5     | 1     |
| 1958-1959             | US Le Mans              | DH                    | -           | 1           | 7                     | 3                     | -      | -      | 7     | 4     |
| 1959-1960             | US Le Mans              | DH                    | -           | 2           | -                     | -                     | -      | -      | 0     | 2     |
| 1960-1961             | US Le Mans              | DH                    | -           | 2           | -                     | -                     | -      | -      | 0     | 2     |
| 1961-1962             | US Le Mans              | CFA                   | -           | -           | 1                     | -                     | -      | -      | 1     | 0     |
| 1962-1963             | US Le Mans              | CFA                   | -           | 1           | -                     | -                     | -      | -      | 0     | 1     |
| 1963-1964             | US Le Mans              | CFA                   | -           | -           | -                     | -                     | -      | -      | 0     | 0     |
| Sous-total            | Sous-total              | Sous-total            | -           | 6           | 8                     | 3                     | 0      | 0      | 8     | 9     |
| Total sur la carrière | Total sur la carrière   | Total sur la carrière | 161         | 13          | 64                    | 4                     | 15     | 0      | 240   | 17    |

### Détails des sélections internationales
| Adversaire | M  | V | N | D |
| ---------- | -- | - | - | - |
| Suisse     | 3  | 3 | - | - |
| Portugal   | 3  | 2 | - | 1 |
| Angleterre | 3  | 1 | 1 | 1 |
| Autriche   | 2  | 1 | 1 | - |
| Autres     | 4  | 2 | - | 2 |
| Total      | 15 | 9 | 2 | 4 |

André Grillon joue à quinze reprises pour l'équipe de France de football, toujours en match amical et sans marquer de but. Après avoir débuté par une victoire (3-0) face à la Tchécoslovaquie le 7 avril 1946, il connaît sa première défaite lors de sa seconde cape, une semaine plus tard au Portugal (2-1).
Il s'agit de son seul revers lors de ses huit premiers matches internationaux, complétés par six victoires consécutives. Grillon connaît ensuite trois lourdes défaites en quatre capes à domicile : deux fois 1-3 contre l'Italie et l'Angleterre puis 1-5 face à l'Espagne. Non-sélectionné pendant plus de deux ans, Guillon fait son retour en octobre 1951. Il dispute ses trois dernières rencontres avec une victoires et deux matchs nuls. Sa dernière sélection a lieu le jour de ses trente ans contre l'Autriche (2-2). Après avoir connu sept victoires lors de ses huit premières sélections, il ne gagne que deux des sept suivantes.
En quinze sélections, André Grillon connaît neuf victoires, deux matchs nuls et quatre défaites. Il connaît sa plus large victoire lors de son premier match face aux Tchécoslovaques (3-0). Son revers le plus important a lieu contre les Espagnols (1-5). En tant que défenseur, Grillon ne termine que deux matches sans encaisser de buts. Les dix rencontres jouées en France le sont toutes au Stade olympique de Colombes. Grillon joue aussi deux fois au Stade national de Lisbonne.
| Détails des sélections en équipe de France | Détails des sélections en équipe de France | Détails des sélections en équipe de France | Détails des sélections en équipe de France | Détails des sélections en équipe de France | Détails des sélections en équipe de France |
| #                                          | Date                                       | Domicile                                   | Score                                      | Extérieur                                  | Stade                                      |
| ------------------------------------------ | ------------------------------------------ | ------------------------------------------ | ------------------------------------------ | ------------------------------------------ | ------------------------------------------ |
| 15                                         | 1er novembre 1951                          | France                                     | 2 - 2                                      | Autriche                                   | Stade olympique, Colombes                  |
| 14                                         | 14 octobre 1951                            | Suisse                                     | 1 - 2                                      | France                                     | Les Charmilles, Genève                     |
| 13                                         | 3 octobre 1951                             | Angleterre                                 | 2 - 2                                      | France                                     | Highbury, Londres                          |
| 12                                         | 19 juin 1949                               | France                                     | 1 - 5                                      | Espagne                                    | Stade olympique, Colombes                  |
| 11                                         | 4 juin 1949                                | France                                     | 4 - 2                                      | Suisse                                     | Stade olympique, Colombes                  |
| 10                                         | 22 mai 1949                                | France                                     | 1 - 3                                      | Angleterre                                 | Stade olympique, Colombes                  |
| 9                                          | 4 avril 1948                               | France                                     | 1 - 3                                      | Italie                                     | Stade olympique, Colombes                  |
| 8                                          | 23 novembre 1947                           | Portugal                                   | 2 - 4                                      | France                                     | Estadio nacional, Lisbonne                 |
| 7                                          | 8 juin 1947                                | Suisse                                     | 1 - 2                                      | France                                     | La Pontaise, Lausanne                      |
| 6                                          | 1er juin 1947                              | France                                     | 4 - 2                                      | Belgique                                   | Stade olympique, Colombes                  |
| 5                                          | 23 mars 1947                               | France                                     | 1 - 0                                      | Portugal                                   | Stade olympique, Colombes                  |
| 4                                          | 19 mai 1946                                | France                                     | 2 - 1                                      | Angleterre                                 | Stade olympique, Colombes                  |
| 3                                          | 5 mai 1946                                 | France                                     | 3 - 1                                      | Autriche                                   | Stade olympique, Colombes                  |
| 2                                          | 14 avril 1946                              | Portugal                                   | 2 - 1                                      | France                                     | Estadio nacional, Lisbonne                 |
| 1                                          | 7 avril 1946                               | France                                     | 3 - 0                                      | Tchécoslovaquie                            | Stade olympique, Colombes                  |
| -                                          | 24 décembre 1944                           | France                                     | 3 - 1                                      | Belgique                                   | Parc des Princes, Paris                    |

### Entraîneur
Entre décembre 1953 et février 1954, André Grillon dirige ses neuf seules rencontres de première division avec le Stade français (trois victoires, autant de nuls et autant de défaites). En Division 2, Grillon entraîne durant neuf saisons et 298 matches (98 victoires, 71 nuls, 129 défaites). Son meilleur résultat y est la cinquième place du groupe A en 1975-1976 avec l'Amiens SC.
| Statistiques en tant qu'entraîneur, | Statistiques en tant qu'entraîneur, | Statistiques en tant qu'entraîneur, | Statistiques en tant qu'entraîneur, | Statistiques en tant qu'entraîneur, | Statistiques en tant qu'entraîneur, | Statistiques en tant qu'entraîneur, | Statistiques en tant qu'entraîneur, | Statistiques en tant qu'entraîneur, | Statistiques en tant qu'entraîneur, | Statistiques en tant qu'entraîneur, | Statistiques en tant qu'entraîneur, | Statistiques en tant qu'entraîneur, | Statistiques en tant qu'entraîneur, | Statistiques en tant qu'entraîneur, | Statistiques en tant qu'entraîneur, | Statistiques en tant qu'entraîneur, |
| Saison                              | Club                                | Championnat                         | Championnat                         | Championnat                         | Championnat                         | Championnat                         | Championnat                         | Coupe de France                     | Coupe de France                     | Coupe de France                     | Coupe de France                     | Coupe de France                     | Total                               | Total                               | Total                               | Total                               |
| Saison                              | Club                                | Division                            | Classement                          | M                                   | V                                   | N                                   | D                                   | Tour                                | M                                   | V                                   | N                                   | D                                   | M                                   | V                                   | N                                   | D                                   |
| ----------------------------------- | ----------------------------------- | ----------------------------------- | ----------------------------------- | ----------------------------------- | ----------------------------------- | ----------------------------------- | ----------------------------------- | ----------------------------------- | ----------------------------------- | ----------------------------------- | ----------------------------------- | ----------------------------------- | ----------------------------------- | ----------------------------------- | ----------------------------------- | ----------------------------------- |
| 1953-1954                           | Stade français                      | D1                                  | ...                                 | 9                                   | 3                                   | 3                                   | 3                                   | ...                                 | 2                                   | 2                                   | -                                   | -                                   | 11                                  | 5                                   | 3                                   | 3                                   |
| 1955-1956                           | SM Caen                             | CFA                                 | 4e/13                               | 24                                  | 10                                  | 9                                   | 5                                   | 8e de finale                        | 3                                   | 2                                   | -                                   | 1                                   | 27                                  | 12                                  | 9                                   | 6                                   |
| 1956-1957                           | SM Caen                             | CFA                                 | 4e/12                               | 22                                  | 10                                  | 5                                   | 7                                   | 16e de finale                       | 3                                   | 1                                   | 1                                   | 1                                   | 25                                  | 11                                  | 6                                   | 8                                   |
| 1957-1958                           | SM Caen                             | CFA                                 | 7e/12                               | 22                                  | 8                                   | 7                                   | 7                                   | 64e de finale                       | 6                                   | 1                                   | 4                                   | 1                                   | 28                                  | 9                                   | 11                                  | 8                                   |
| Sous-total                          | Sous-total                          | Sous-total                          | Sous-total                          | 68                                  | 28                                  | 21                                  | 19                                  | -                                   | 12                                  | 4                                   | 5                                   | 3                                   | 80                                  | 32                                  | 26                                  | 22                                  |
| 1958-1959                           | US Le Mans                          | DH                                  | 4e/12                               | 22                                  | 9                                   | 7                                   | 6                                   | 32e de finale                       | 7                                   | 5                                   | 1                                   | 1                                   | 29                                  | 14                                  | 8                                   | 7                                   |
| 1959-1960                           | US Le Mans                          | DH                                  | 2e/13                               | 24                                  | 15                                  | 5                                   | 4                                   | 2e tour                             | 1                                   | -                                   | -                                   | 1                                   | 25                                  | 15                                  | 5                                   | 5                                   |
| 1960-1961                           | US Le Mans                          | DH                                  | 1er/12                              | 22                                  | 15                                  | 3                                   | 4                                   | 6e tour                             | 6                                   | 5                                   | -                                   | 1                                   | 28                                  | 20                                  | 3                                   | 5                                   |
| 1961-1962                           | US Le Mans                          | CFA                                 | 6e/13                               | 24                                  | 10                                  | 6                                   | 8                                   | 32e de finale                       | 4                                   | 3                                   | -                                   | 1                                   | 26                                  | 11                                  | 6                                   | 9                                   |
| 1962-1963                           | US Le Mans                          | CFA                                 | 8e/13                               | 24                                  | 8                                   | 6                                   | 10                                  | 4e tour                             | 1                                   | -                                   | -                                   | 1                                   | 25                                  | 8                                   | 6                                   | 11                                  |
| 1963-1964                           | US Le Mans                          | CFA                                 | 11e/12                              | 22                                  | 6                                   | 4                                   | 12                                  | 6e tour                             | 3                                   | 2                                   | -                                   | 1                                   | 24                                  | 7                                   | 4                                   | 13                                  |
| Sous-total                          | Sous-total                          | Sous-total                          | Sous-total                          | 138                                 | 63                                  | 31                                  | 44                                  | -                                   | 22                                  | 15                                  | 1                                   | 6                                   | 160                                 | 78                                  | 32                                  | 50                                  |
| 1964-1965                           | FC Annecy                           | CFA                                 | 4e/12                               | 22                                  | 8                                   | 10                                  | 4                                   | 16e de finale                       | 4                                   | 3                                   | -                                   | 1                                   | 26                                  | 11                                  | 10                                  | 5                                   |
| 1965-1966                           | FC Annecy                           | CFA                                 | 4e/12                               | 22                                  | 9                                   | 6                                   | 7                                   | 6e tour                             | 3                                   | 1                                   | 1                                   | 1                                   | 25                                  | 10                                  | 7                                   | 8                                   |
| 1966-1967                           | FC Annecy                           | CFA                                 | 3e/12                               | 22                                  | 9                                   | 8                                   | 5                                   | 16e de finale                       | 2                                   | 1                                   | -                                   | 1                                   | 24                                  | 10                                  | 8                                   | 6                                   |
| 1967-1968                           | FC Annecy                           | CFA                                 | 6e/14                               | 26                                  | 10                                  | 8                                   | 8                                   | 16e de finale                       | 3                                   | 2                                   | -                                   | 1                                   | 29                                  | 12                                  | 8                                   | 9                                   |
| Sous-total                          | Sous-total                          | Sous-total                          | Sous-total                          | 92                                  | 36                                  | 32                                  | 24                                  | -                                   | 12                                  | 7                                   | 1                                   | 4                                   | 104                                 | 43                                  | 33                                  | 28                                  |
| 1968-1969                           | Amiens SC                           | CFA                                 | 8e/14                               | 26                                  | 9                                   | 9                                   | 8                                   | 6e tour                             |                                     |                                     |                                     |                                     |                                     |                                     |                                     |                                     |
| 1969-1970                           | Amiens SC                           | CFA                                 | 7e/15                               | 28                                  | 10                                  | 10                                  | 8                                   | 32e de finale                       | 2                                   | -                                   | -                                   | 2                                   | 30                                  | 10                                  | 10                                  | 10                                  |
| 1970-1971                           | Amiens SC                           | D2                                  | 10e/18                              | 30                                  | 9                                   | 10                                  | 11                                  | 6e tour                             | 2                                   | 1                                   | -                                   | 1                                   | 32                                  | 10                                  | 10                                  | 12                                  |
| 1971-1972                           | Amiens SC                           | D2                                  | 11e/18                              | 30                                  | 10                                  | 6                                   | 14                                  | 32e de finale                       | 3                                   | 2                                   | -                                   | 1                                   | 33                                  | 12                                  | 6                                   | 15                                  |
| 1972-1973                           | Amiens SC                           | D2                                  | 18e/18                              | 34                                  | 7                                   | 7                                   | 20                                  | 32e de finale                       | 3                                   | 2                                   | -                                   | 1                                   | 37                                  | 9                                   | 7                                   | 21                                  |
| 1973-1974                           | Amiens SC                           | D3                                  | 1er/16                              | 30                                  | 19                                  | 6                                   | 5                                   | 32e de finale                       | 2                                   | 1                                   | 1                                   | -                                   | 32                                  | 20                                  | 7                                   | 5                                   |
| 1974-1975                           | Amiens SC                           | D2                                  | 8e/18                               | 34                                  | 15                                  | 6                                   | 13                                  | 32e de finale                       | 3                                   | 2                                   | -                                   | 1                                   | 37                                  | 17                                  | 6                                   | 14                                  |
| 1975-1976                           | Amiens SC                           | D2                                  | 5e/18                               | 34                                  | 15                                  | 8                                   | 11                                  | 32e de finale                       | 3                                   | 2                                   | 1                                   | -                                   | 37                                  | 17                                  | 9                                   | 11                                  |
| 1976-1977                           | Amiens SC                           | D2                                  | 17e/18                              | 34                                  | 10                                  | 8                                   | 16                                  | 7e tour                             | 2                                   | 1                                   | -                                   | 1                                   | 36                                  | 11                                  | 8                                   | 17                                  |
| Sous-total                          | Sous-total                          | Sous-total                          | Sous-total                          | 280                                 | 104                                 | 70                                  | 106                                 | -                                   | 20                                  | 11                                  | 2                                   | 7                                   | 300                                 | 115                                 | 72                                  | 113                                 |
| 1977-1978                           | Amicale de Lucé                     | D2                                  | 8e/18                               | 34                                  | 11                                  | 13                                  | 10                                  | 16e de finale                       | 5                                   | 3                                   | -                                   | 2                                   | 39                                  | 14                                  | 13                                  | 12                                  |
| 1978-1979                           | Amicale de Lucé                     | D2                                  | 11e/18                              | 34                                  | 13                                  | 6                                   | 15                                  | 7e tour                             | 2                                   | 1                                   | -                                   | 1                                   | 36                                  | 14                                  | 6                                   | 16                                  |
| 1979-1980                           | Amicale de Lucé                     | D2                                  | 17e/18                              | 34                                  | 8                                   | 7                                   | 19                                  | 7e tour                             | 2                                   | 1                                   | -                                   | 1                                   | 36                                  | 9                                   | 7                                   | 20                                  |
| Sous-total                          | Sous-total                          | Sous-total                          | Sous-total                          | 102                                 | 32                                  | 26                                  | 44                                  | -                                   | 9                                   | 5                                   | 0                                   | 4                                   | 111                                 | 37                                  | 26                                  | 48                                  |
| Total sur la carrière               |                                     |                                     |                                     |                                     |                                     |                                     |                                     |                                     |                                     |                                     |                                     |                                     |                                     |                                     |                                     |                                     |

## Palmarès

### Joueur
| - Coupe de France - Finaliste : 1949-1950 avec le Racing Paris. |

En 1949-1950, le Racing Paris s'avance en tenant du titre confiant en coupe de France, en éliminant notamment Caen (2-0), Sète (5-2), Lille en quart (2-0) et Nîmes en demi-finale (3-0). Le Racing est considéré comme favori le 14 mai, jour de la finale à Colombes, car le Stade de Reims auquel il est opposé, champion de France en titre, ne dispute que sa première finale de coupe. Le record d'affluence (61 722 spectateurs) du stade Yves-du-Manoir est battu, ainsi que celui de la recette (11 477 000 francs). La première période voit les Racingmen dominer largement Reims et toucher deux fois les montants par Albert Guðmundsson et Henri Tessier. La réussite fuit encore les Parisiens en deuxième mi-temps quand le poteau sauve de nouveau Reims, puis quand Roger Quenolle se voit refuser deux buts, pour hors-jeu et pour une charge sur Robert Jonquet discutée. La conclusion du match est cruelle : le jeune Francis Méano ouvre le score pour Reims, qui double la mise quelques instants plus tard. Le club champenois remporte une victoire dont Albert Batteux, le capitaine (et futur entraîneur rémois), confesse qu'elle est particulièrement chanceuse. Paul Baron et ses joueurs ne remportent pas la sixième coupe convoitée. Aucune ne s'y est depuis ajoutée.

### Entraîneur
| - Jeux méditerranéens (1) - Co-vainqueur : 1967 avec la France. - Division 3 - Finaliste : 1974 avec l'Amiens SC. - DH Ouest (1) - Champion : 1961 avec l'US du Mans. - Vice-champion : 1960 avec l'US du Mans. - Coupe de l'Ouest (1) - Vainqueur : 1963 avec l'US du Mans. |